# Elena Kagan
Elena Kagan (New York, 28 aprile 1960) è una giurista e magistrato statunitense.
È stata preside della facoltà di giurisprudenza dell'università di Harvard e Avvocato generale degli Stati Uniti dꞌAmerica. Dall'agosto 2010 è giudice associato della Corte Suprema degli Stati Uniti.

## Biografia

### Origini e formazione
Elena Kagan è nata e cresciuta a New York, seconda dei tre figli di Gloria Gittelman Kagan, insegnante elementare, e di Robert Kagan, avvocato. La famiglia frequentava la sinagoga di Lincoln Square; a 13 anni Elena, di carattere indipendente e deciso, ebbe un contrasto con il rabbino sulle modalità del suo bat mitzvah. Oggi si riconosce nell'ebraismo conservatore.

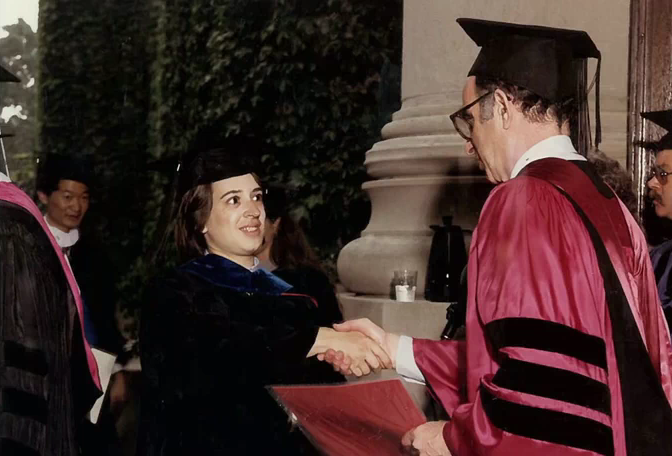
Elena Kagan mentre riceve la laurea alla Harvard Law School nel 1986.

Ha frequentato la Hunter College High School, e si è iscritta all'università di Princeton, dove ha conseguito un bachelor in storia nel 1981. Tra gli argomenti dei suoi studi vi era il movimento socialista nella città di New York nella prima parte del XX secolo. Nella sua tesi To the Final Conflict: Socialism in New York City, 1900–1933, redatta sotto la guida dello storico Sean Wilentz, la Kagan scrisse: «Attraverso le sue lotte interne, dunque, il Partito Socialista consumò le sue forze fino ad esaurirle per sempre... È una storia tristemente istruttiva per coloro i quali, dopo oltre mezzo secolo dal declino del socialismo, ancora desiderano cambiare l'America». Secondo Wilentz, Kagan non intendeva difendere il socialismo: «Era interessata all'argomento. Studiare qualcosa non equivale ad approvarla». Wilentz ha descritto Kagan come «una delle più importanti menti legali del paese, è ancora la persona arguta, simpatica e coi piedi per terra che ricordo con orgoglio dal tempo in cui era all'università».
Ha poi ottenuto la laurea in filosofia all'università di Oxford (Worcester College) nel 1983 e la laurea con lode in giurisprudenza all'università di Harvard nel 1986, dove è stata tra i redattori della Harvard Law Review. L'amico Jeffrey Toobin ricorda che lei «fin dall'inizio si è distinta come una persona dotata di una mente formidabile... allora la facoltà di giurisprudenza era politicizzata e divisa. Lei si orientava tra le fazioni con facilità, e ottenne il rispetto di tutti».

### Carriera legale e accademica
Nel 1987 la Kagan è stata assistente di Abner Mikva, giudice della Corte d'Appello per il Distretto di Columbia, e l'anno successivo di Thurgood Marshall, giudice della Corte Suprema. Ha lavorato allo studio legale Williams & Connolly di Washington, e dal 1991 ha insegnato diritto costituzionale e amministrativo all'università di Chicago, divenendo professore ordinario nel 1995. Ha pubblicato articoli sulla libertà di parola e il primo emendamento della Costituzione, e Confirmation Messes, Old and New, una recensione di un libro di Stephen L. Carter sulle procedure di nomina e conferma dei giudici. Secondo i suoi colleghi, gli allievi della Kagan fin dall'inizio le manifestarono apprezzamento e ammirazione, e lei fu promossa al rango di professore ordinario «nonostante le riserve di alcuni colleghi che pensavano che non avesse pubblicato abbastanza».

### Servizio alla Casa Bianca
Tra il 1995 e il 1999, durante la presidenza di Bill Clinton, Elena Kagan ha ricoperto vari ruoli di consulenza: consigliere legale associato, vice assistente per la politica interna e vicedirettore del Consiglio per la Politica Interna. Il 17 giugno 1999 Clinton l'ha nominata giudice della Corte d'Appello per il Distretto di Columbia; tuttavia il Senato (allora a maggioranza repubblicana) non ha mai preso in considerazione la nomina, che quindi è rimasta priva di efficacia.

### Ritorno all'attività accademica

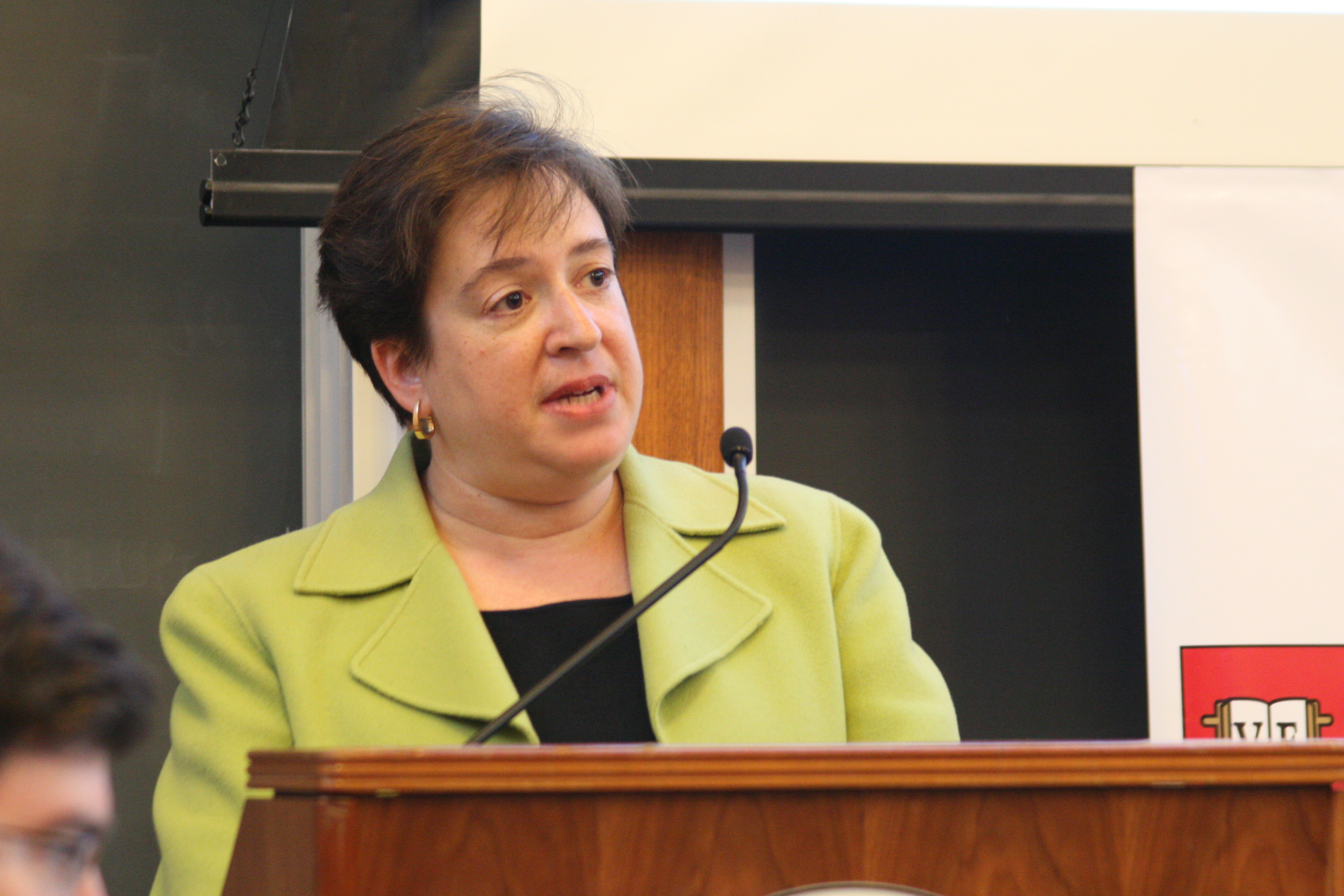
Kagan come preside di giurisprudenza a Harvard

Dopo aver lasciato la Casa Bianca, la Kagan è tornata all'università. La facoltà di giurisprudenza di Chicago non ha voluto riaccoglierla, apparentemente perché dubbiosa sulle sue intenzioni di impegnarsi a fondo nell'attività accademica. Elena Kagan è invece stata assunta dall'università di Harvard. Qui ha pubblicato nel 2001 Presidential Administration, un importante articolo di diritto amministrativo sul ruolo del Presidente degli Stati Uniti nella direzione dell'apparato amministrativo federale, e su come il Presidente può attuare il proprio programma politico per mezzo di un controllo più stretto sull'attività regolamentare svolta dagli enti federali.
Nel 2001 la Kagan è divenuta professore ordinario e nel 2003 è stata nominata preside della facoltà di giurisprudenza, prima donna a ricoprire quest'incarico. Come preside, si è sforzata con successo di migliorare la soddisfazione degli studenti, e ha attuato una riforma del programma di studi. La sua direzione si è basata su uno stile volto alla creazione di consenso, che ha contribuito ad attenuare i contrasti ideologici presenti nel corpo docente. Inoltre ha convinto a trasferirsi a Harvard alcuni giuristi molto noti, come Cass Sunstein e Lawrence Lessig, e ha assunto anche docenti conservatori, che in precedenza non erano bene accetti a Harvard.

### Controversia sui reclutatori militari
Elena Kagan ha continuato ad applicare una precedente decisione di escludere dalla facoltà i reclutatori militari a causa delle discriminazioni esercitate dalle forze armate verso gli omosessuali (la cosiddetta politica don't ask, don't tell). Ha sostenuto una causa contro una legge (l'"emendamento Solomon") che negava i finanziamenti federali alle università che escludevano i reclutatori militari, ma quando il ricorso è stato respinto dalla Corte Suprema, li ha subito riammessi nella facoltà. Tuttavia ha manifestato la sua contrarietà a questa politica, definendola «un profondo torto, e una ingiustizia morale di prim'ordine».

### Avvocato generale
Il 5 gennaio 2009 Barack Obama, vincitore dell'elezione presidenziale tenuta nel novembre precedente, ha annunciato la sua decisione di nominare Elena Kagan Avvocato Generale (Solicitor General) degli Stati Uniti.
La Kagan aveva un'esperienza forense assai scarsa, e non aveva mai discusso un caso in tribunale. Il Senato tuttavia ha approvato la nomina il 19 marzo 2009 con una votazione che si è conclusa a favore della Kagan con 61 voti contro 31: è quindi divenuta la prima donna a ricoprire questa carica, e ha fatto il suo debutto davanti alla Corte Suprema il 9 settembre 2009, sostenendo la posizione del governo federale nel caso Citizens United v. Federal Election Commission. È comparsa personalmente davanti alla Corte in altri cinque casi.

### Nomina alla Corte Suprema
Già prima dell'elezione di Barack Obama, la Kagan era considerata una delle scelte più probabili per la Corte suprema se l'elezione presidenziale del 2008 fosse stata vinta da un democratico. Infatti è stata tra i candidati considerati da Obama per sostituire David Souter, che il 1º maggio 2009 aveva annunciato il suo ritiro dalla Corte. Si pensava che Kagan potesse essere favorita in quanto Avvocato Generale, ma infine Obama ha preferito nominare Sonia Sotomayor al posto di Souter. Elena Kagan è stata invece scelta il 9 maggio 2010 per succedere al giudice John Paul Stevens, che il 9 aprile 2010 ha annunciato il suo prossimo pensionamento.
Elena Kagan ha raramente manifestato in pubblico i suoi orientamenti politici o ideologici, e il numero delle sue pubblicazioni è scarso. Da parte conservatrice la si è criticata perché considerata troppo di sinistra, mentre alcuni progressisti si sono dichiarati delusi dalla scelta di una giurista che appare loro troppo moderata. La documentazione nota e la sua carriera suggeriscono che Kagan abbia un orientamento moderatamente progressista: «è certamente a sinistra, ma è anche cauta, pragmatica e politicamente accorta».
La nomina di Elena Kagan è stata appoggiata dai presidi di 69 facoltà di giurisprudenza in una lettera aperta resa nota all'inizio di giugno, che lodava le sue capacità di costruire coalizioni e la sua «familiarità sia con la dottrina che con la politica» oltre che i suoi scritti di analisi legale. È stata appoggiata inoltre da otto suoi predecessori nella carica di Avvocato Generale.
La commissione Giustizia del Senato ha tenuto le udienze pubbliche per l'esame della nomina a partire dal 28 giugno. Il 20 luglio la Commissione ha dato parere favorevole con 13 voti su 19. Il 5 agosto il Senato ha approvato definitivamente la nomina con 63 voti favorevoli e 37 contrari. Hanno votato a favore tutti i democratici, tranne uno, e i due indipendenti; tutti i repubblicani, tranne cinque, hanno votato contro. Il voto è stato un esempio della «crescente polarizzazione politica dei conflitti sui candidati alla Corte»: la maggior parte dei repubblicani ha criticato la mancanza di esperienza della Kagan, l'ha accusata di ostilità verso le forze armate e ha sostenuto che le sue decisioni come giudice saranno influenzate dalle sue posizioni politiche e da quelle di Obama. I democratici, invece, l'hanno lodata come brillante studiosa che aumenterà la varietà delle esperienze e dei punti di vista presenti all'interno della Corte. Il 7 agosto, con il giuramento impartitole dal Giudice Capo John Roberts, Kagan è entrata in carica.
Elena Kagan è la prima componente della Corte in quasi quarant'anni a non avere una precedente esperienza come giudice (per trovarne un altro bisogna risalire a William Rehnquist, entrato nella Corte nel gennaio 1972). È la quarta giudice donna nella storia della Corte, e la terza nell'attuale Corte; inoltre è l'ottava giudice ebrea nella storia della Corte, e la terza nell'attuale Corte.

## Vita privata
Elena Kagan non si è mai sposata e non ha figli. Ha due fratelli, che sono entrambi insegnanti nelle scuole pubbliche, come lo era stata la madre.